# 甘青铁线莲
甘青铁线莲（学名：Clematis tangutica）为毛茛科铁线莲属下的一个种。

## 扩展阅读
- 維基物種上的相關：甘青铁线莲